# Église de l'Ascension de Kola
Pour les articles homonymes, voir Église de l'Ascension.
Ne doit pas être confondu avec Église en bois de l'Ascension de Kola.
L'église de l'Ascension (en serbe cyrillique : Храм Вазнесења Господњег ; en serbe latin : Hram Vaznesenja Gospodnjeg) est située en Bosnie-Herzégovine, sur le territoire du village de Kola et sur celui de la Ville de Banja Luka. Cette église a été construite en 1939.